# Tomás de Cantimpré

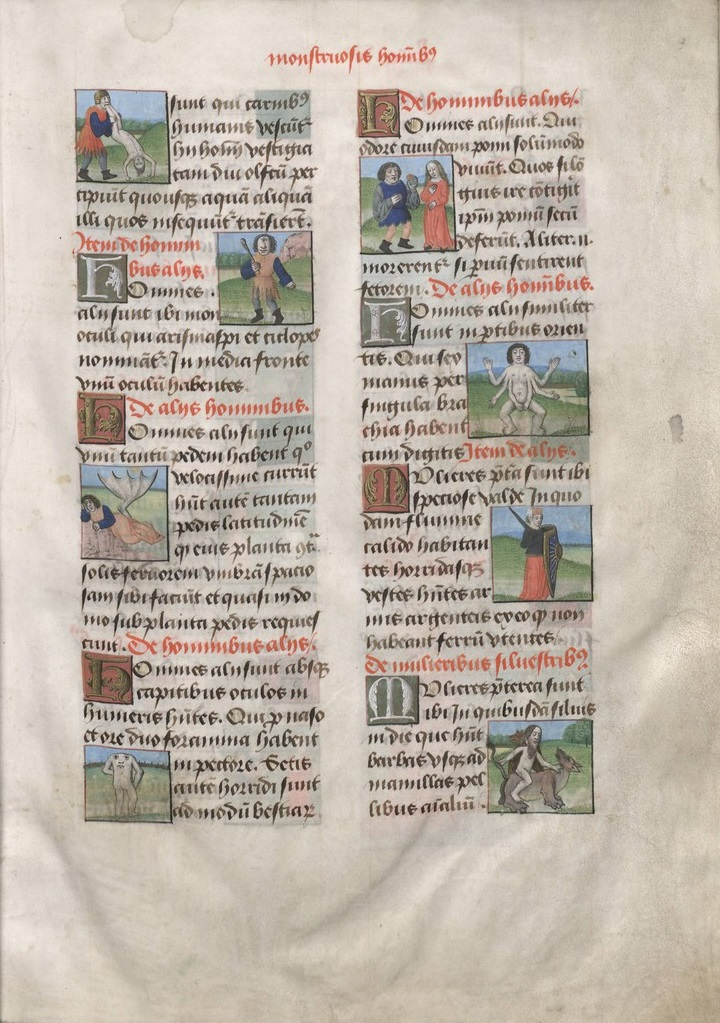
Página de De Natura rerum.

Thomas de Cantimpré (Latín: Thomas Cantimpratensis o Thomas Cantipratensis) (1201, Bruselas-15 de mayo de 1272) fue un teólogo y hagiógrafo belga.

## Vida
En 1232, ingresa en la orden de los dominicos en Lovaina. Al año siguiente, parte a Colonia para proseguir sus estudios teológicos bajo la égida de Alberto Magno. Cuatro años más tarde, fue a París donde continuó su formación. Regresó a Lovaina en 1240 para enseñar filosofía y teología.

## Obra
Su obra más importante es Bonum universale de apibus, una obra de edificación moral y espiritual apoyada en ejemplos sacados de la vida de las abejas, que son utilizadas de forma alegórica. Su redacción se sitúa entre 1256 y 1263. En esta obra, fue el primero en teorizar una razón para los asesinatos rituales de los que se acusaba cada vez más a los judíos de entonces: para él, de entre los judíos, que sufrían hemorragias desde su interpelación a Poncio Pilatos: (« Su sangre caiga sobre nosotros y sobre nuestros hijos»), habría sido predicho por "uno de ellos, que disfrutaba de fama de profeta" que "sólo la sangre de los cristianos " podría aliviarles de este mal. Para Tomás de Cantimpré, los judíos, « siempre ciegos e impíos», tomaron esta profecía al pie de la letra y comenzaron a cosechar sangre cristiana por medio de asesinatos rituales. O bien, siempre según él, el verdadero significado de la profecía era que solo la sangre de Jesucristo (bebida simbólicamente durante la Eucaristía), y no la sangre de cualquier cristiano podía actuar. El único remedio para los judíos era pues, de acuerdo con la lógica de Tomás, la conversión·.
También es el autor del libro enciclopédico De Natura Rerum, cuya primera redacción data de 1237-1240, pero que fue reelaborado más tarde. Se trata de una recopilación de otros trabajos de autores antiguos, en 19 libros, realizada con menor finura de espíritu que la de Vincent de Beauvais. Este último trabajo servirá de inspiración un poco más tarde a Konrad von Megenberg. La obra fue plagiada hasta el Renacimiento por sus catálogos de piedras, monstruos y, sobre todo, de animales.